# Mononegavirale
Mononegaviralele (Mononegavirales) este un ordin de virusuri care cuprinde 5 familii : Bornaviridae, Rhabdoviridae, Filoviridae, Paramyxoviridae și Nyamiviridae. Acest ordin de virusuri include agenți a unei game largi de boli care afectează oamenii, animalele și plantele. Afecțiunile pot fi extrem de caracteristice pentru virus (de exemplu, rujeola, oreion) sau de natură mai generală (de exemplu, boli respiratorii cauzate de diverse paramixovirusuri).
Pentru Mononegavirales, caracterele principale în baza cărora s-a făcut gruparea sunt:
- genom ARN liniar, monocatenar, de sens negativ
- ordine similară a genelor
- complementaritatea terminusurilor 3' și 5'
- promotor terminal la 3'
- replicare prin transcripte de sens negativ
- prezența polimerazei ARN-dependente
- maturare prin înmugurire.